# Calopterusa pamirica
Calopterusa pamirica is een rechtvleugelig insect uit de familie sabelsprinkhanen (Tettigoniidae). De wetenschappelijke naam van deze soort is voor het eerst geldig gepubliceerd in 1969 door Stolyarov.